# Gelidium
Genre
Synonymes
- Acropeltis Montagne, 1837[2]
- Chaetangium Kützing, 1843[2]
- Suhria J.Agardh ex Endlichter, 1843[2]

Gelidium est un genre d'algues rouges (Rhodophyta) de la famille des Gelidiaceae. Il comprend 124 espèces, connues sous plusieurs noms communs. La taille des espèces est généralement comprise entre 2 et 40 cm. Leurs ramifications sont irrégulières, ou en rangées de part et d'autre du thalle principal. Gelidium produit des tétraspores. 
Ce sont des algues très importantes pour la production mondiale d'agar-agar.

## Liste d'espèces
Selon AlgaeBase (22 août 2017) :
- Gelidium abbottiorum R.E.Norris
- Gelidium affine Schiffner (Statut incertain)
- Gelidium amamiense Tanaka & K.Nozawa
- Gelidium amansii (J.V.Lamouroux) J.V.Lamouroux
- Gelidium ambiguum Piccone & Grunow
- Gelidium amboniense Hatta & Prud'homme van Reine
- Gelidium americanum (W.R.Taylor) Santelices
- Gelidium anthonini J.V.Lamouroux
- Gelidium applanatum Stegenga, Bolton & R.J.Anderson
- Gelidium arborescens N.L.Gardner
- Gelidium arbusculum Bory ex Børgesen
- Gelidium arenarium Kylin
- Gelidium asperum (C.Agardh) Greville
- Gelidium attenuatum (Turner) Thuret
- Gelidium australe J.Agardh
- Gelidium bernabei A.J.K.Millar & D.W.Freshwater
- Gelidium bipectinatum G.Furnari
- Gelidium bulae Schnetter
- Gelidium canariense (Grunow) Seoane-Camba ex Haroun, Gil-Rodríguez, Díaz de Castro & Prud'homme
- Gelidium cantabricum Seoane-Camba
- Gelidium capense (S.G.Gmelin) P.C.Silva
- Gelidium caulacantheum J.Agardh
- Gelidium ceramoides Levring
- Gelidium chilense (Montagne) Santelices & Montalva
- Gelidium clavatum (J.V.Lamouroux) J.V.Lamouroux
- Gelidium claviferum Kützing
- Gelidium concinnum Baardseth
- Gelidium congestum W.R.Taylor
- Gelidium coreanum K.M.Kim, I.K.Hwang, H.S.Yoon & S.M.Boo
- Gelidium corneum (Hudson) J.V.Lamouroux (espèce type)
- Gelidium coronadense E.Y.Dawson
- Gelidium corrigerum J.V.Lamouroux
- Gelidium coulteri Harvey
- Gelidium crinale (Hare ex Turner) Gaillon
- Gelidium crispum M.Howe
- Gelidium deciduum E.Y.Dawson
- Gelidium declerckii Tronchin
- Gelidium decompositum Setchell & Gardner
- Gelidium delicatulum (Kützing) Setchell
- Gelidium elegans Kützing
- Gelidium elminense Dickinson
- Gelidium eucorneum K.M.Kim, I.K.Hwang, J.K. Park & S.M.Boo
- Gelidium fasciculatum Hamel
- Gelidium filicinum Bory
- Gelidium flaccidum P.J.L.Dangeard
- Gelidium floridanum W.R.Taylor
- Gelidium foliaceum (Okamura) E.M.Tronchin
- Gelidium foliosum P.J.L.Dangeard
- Gelidium galapagense W.R.Taylor
- Gelidium hancockii W.R.Taylor
- Gelidium heterocladum Papenfuss
- Gelidium hildenbrandtii (Hauck) F.Schmitz
- Gelidium hirsutum (Okamura) G.H.Boo & R.Terada
- Gelidium hommersandii A.J.K.Millar & D.W.Freshwater
- Gelidium howei Acleto
- Gelidium hypnosum Zanardini ex R.Molinier (Statut incertain)
- Gelidium hystrix Zanardini (Statut incertain)
- Gelidium inagakii Yoshida
- Gelidium indonesianum K.M.Kim, G.S.Gerung & S.M.Boo
- Gelidium inflexum Baardseth
- Gelidium intertextum P.Dangeard
- Gelidium isabelae W.R.Taylor
- Gelidium japonicum (Harvey) Okamura
- Gelidium jejuense K.M.Kim, I.K.Hwang, H.S.Yoon & S.M.Boo
- Gelidium johnstonii Setchell & N.L.Gardner
- Gelidium kintaroi Yamada
- Gelidium latiusculum Okamura
- Gelidium lineare Iha & Freshwater
- Gelidium lingulatum Kützing
- Gelidium linoides Kützing
- Gelidium longipes J.Agardh
- Gelidium longiramulosum (Y.P.Lee & B.S.Kim) G.H.Boo
- Gelidium maggsiae Rico & Guiry
- Gelidium maidenii A.H.S.Lucas
- Gelidium masudae B.M.Xia & C.K.Tseng
- Gelidium mcnabbianum (E.Y.Dawson) B.Santelices
- Gelidium microdentatum E.Y.Dawson
- Gelidium microdon Kützing
- Gelidium microdonticum W.R.Taylor
- Gelidium microglossum A.L.Grusz & Freshwater
- Gelidium microphyllum (Crosby-Smith) Kylin
- Gelidium microphysa Setchell & N.L.Gardner
- Gelidium micropterum Kützing
- Gelidium millarianum G.H.Boo, Hughey, K.A.Miller & S.M.Boo
- Gelidium minimum K.M.Kim, I.K.Hwang, H.S.Yoon & S.M.Boo
- Gelidium minusculum (Weber-van Bosse) R.E.Norris
- Gelidium multifidum Greville
- Gelidium nova-granatense W.R.Taylor
- Gelidium nudifrons N.L.Gardner
- Gelidium obtusum Schousboe (Sans vérification)
- Gelidium omanense M.J.Wynne
- Gelidium pacificum Okamura
- Gelidium parvulum Greville
- Gelidium planiusculum Okamura
- Gelidium pluma Bornet ex N.H.Loomis
- Gelidium pristoides (Turner) Kützing
- Gelidium profundum Tronchin & Freshwater
- Gelidium proliferum Kützing
- Gelidium prostratum K.M.Kim, I.K.Hwang, H.S.Yoon & S.M.Boo
- Gelidium pseudointricatum Skottsberg & Levring
- Gelidium pteridifolium R.E.Norris, Hommersand & Fredericq
- Gelidium pulchellum (Turner) Kützing
- Gelidium pulchrum N.L.Gardner
- Gelidium pulvinatum Thuret ex Bornet (Statut incertain)
- Gelidium purpurascens N.L.Gardner
- Gelidium pusillum (Stackhouse) Le Jolis
- Gelidium pygmaeum (Lightfoot) Lyngbye (Sans vérification)
- Gelidium reediae N.H.Loomis
- Gelidium refugiense (E.Y.Dawson) Santelices
- Gelidium regulare Baardseth
- Gelidium reptans (Suhr) Kylin
- Gelidium rex Santelices & I.A.Abbott
- Gelidium rigens (C.Agardh) Greville ex Kützing
- Gelidium robustum (N.L.Gardner) Hollenberg & I.A.Abbott
- Gelidium rugosulum Schousboe (Sans vérification)
- Gelidium samoense Reinbold
- Gelidium sclerophyllum W.R.Taylor
- Gelidium secundatum Zanardini ex Kützing
- Gelidium seminudum J.Agardh
- Gelidium semipinnatum Piccone & Grunow
- Gelidium senegalense Feldmann
- Gelidium sentosaense G.H.Boo, Y.Cai & S.M.Boo
- Gelidium serpens J.Agardh
- Gelidium serra (S.G.Gmelin) E.Taskin & M.J.Wynne
- Gelidium serrulatum J.Agardh
- Gelidium sinicola N.L.Gardner
- Gelidium spathulatum (Kützing) Bornet
- Gelidium spinosum (S.G.Gmelin) P.C.Silva
- Gelidium subfastigiatum Okamura
- Gelidium tenue Okamura
- Gelidium tenuifolium Shimada, Horiguchi & Masuda
- Gelidium torulosum Kützing
- Gelidium tsengii K.-C.Fan
- Gelidium umbricola E.Y.Dawson & Neushul
- Gelidium undulatum N.H.Loomis
- Gelidium usmanghanii Afaq-Husain & M.Shameel
- Gelidium vagum Okamura
- Gelidium venetum Schiffner
- Gelidium venturianum E.Y.Dawson
- Gelidium versicolor (S.G.Gmelin) J.V.Lamouroux
- Gelidium vietnamense Pham-Hoàng Hô
- Gelidium vittatum (Linnaeus) Kützing
- Gelidium yamadae K.-C.Fan
- Gelidium yoshidae G.H.Boo & R.Terada

Selon ITIS (22 août 2017) :
- Gelidium amansii
- Gelidium americanum (W. Taylor) Santelices
- Gelidium arborescens Gardn.
- Gelidium caloglossoides
- Gelidium cartilagineum
- Gelidium corneum (Hudson) Lamouroux
- Gelidium coronadense
- Gelidium coulteri Harv.
- Gelidium crinale
- Gelidium deciduum
- Gelidium decompositum
- Gelidium irregulare
- Gelidium johnstoni
- Gelidium latifolium (Greville) Bornet & Thuret
- Gelidium microphysa
- Gelidium nudifrons Gardn.
- Gelidium pluma
- Gelidium pulvinatum
- Gelidium purpurascens Gardn.
- Gelidium pusillum (Stackhouse) Le Jolis
- Gelidium pyramidale
- Gelidium reediae
- Gelidium rigidum
- Gelidium robustum Gardn.
- Gelidium sclerophyllum
- Gelidium sesquipedale
- Gelidium sinicola
- Gelidium sonorense
- Gelidium vittatum (L.) Kütz.

Selon World Register of Marine Species (22 août 2017) :
- Gelidium abbottiorum R.E.Norris, 1990
- Gelidium aculeatum (Greville) Batters
- Gelidium affine Schiffner
- Gelidium amamiense Tanaka & K.Nozawa, 1965
- Gelidium amansii (J.V.Lamouroux) J.V.Lamouroux, 1813
- Gelidium ambiguum Piccone & Grunow, 1884
- Gelidium amboniense Hatta & Prud'homme van Reine, 1991
- Gelidium americanum (W.R.Taylor) Santelices, 1976
- Gelidium anthonini J.V.Lamouroux, 1813
- Gelidium applanatum Stegenga, Bolton & R.J.Anderson, 1997
- Gelidium arborescens N.L.Gardner, 1927
- Gelidium arbusculum Bory de Saint-Vincent ex Børgesen, 1927
- Gelidium arenarium Kylin, 1938
- Gelidium asperum (C.Agardh) Greville, 1830
- Gelidium attenuatum (Turner) Thuret, 1892
- Gelidium australe J.Agardh, 1872
- Gelidium bernabei A.J.K.Millar & D.W.Freshwater, 2005
- Gelidium canariense (Grunow) Seoane Camba ex Haroun, Gil-Rodríguez, Díaz de Castro & Prud'homme van Reine, 2002
- Gelidium cantabricum Seoane-Camba, 1979
- Gelidium capense (S.G.Gmelin) P.C.Silva, 1987
- Gelidium caulacantheum J.Agardh, 1876
- Gelidium ceramoides Levring, 1949
- Gelidium chilense (Montagne) Santelices & Montalva, 1983
- Gelidium clavatum (J.V.Lamouroux) J.V.Lamouroux, 1813
- Gelidium claviferum Kützing, 1849
- Gelidium coarctatum Kützing, 1868
- Gelidium concinnum Baardseth, 1941
- Gelidium congestum W.R.Taylor, 1947
- Gelidium coreanum K.M.Kim, I.K.Hwang, H.S.Yoon & S.M.Boo, 2012
- Gelidium corneum (Hudson) J.V.Lamouroux, 1813
- Gelidium coronadense E.Y.Dawson, 1953
- Gelidium corrigerum J.V.Lamouroux, 1813
- Gelidium coulteri Harvey, 1853
- Gelidium crinale (Hare ex Turner) Gaillon, 1828
- Gelidium crispum M.A.Howe, 1914
- Gelidium deciduum E.Y.Dawson, 1953
- Gelidium declerckii Tronchin, 2005
- Gelidium decompositum Setchell & Gardner, 1924
- Gelidium delicatulum (Kützing) Setchell, 1924
- Gelidium elegans Kützing, 1868
- Gelidium elminense Dickinson, 1952
- Gelidium eucorneum K.M.Kim, I.K.Hwang, J.K. Park & S.M.Boo, 2011
- Gelidium fasciculatum G.Hamel, 1928
- Gelidium filicinum Bory de Saint-Vincent, 1828
- Gelidium flaccidum P.J.L.Dangeard, 1951
- Gelidium floridanum W.R.Taylor, 1943
- Gelidium foliaceum (Okamura) E.M.Tronchin, 2002
- Gelidium foliosum P.J.L.Dangeard, 1951
- Gelidium galapagense W.R.Taylor, 1945
- Gelidium hancockii W.R.Taylor, 1945
- Gelidium heterocladum Papenfuss, 1947
- Gelidium hildenbrandtii (Hauck) F.Schmitz, 1894
- Gelidium hommersandii A.J.K.Millar & D.W.Freshwater, 2005
- Gelidium howei Acleto, 1973
- Gelidium hypnosum Zanardini ex R.Molinier, 1960
- Gelidium hystrix Zanardini
- Gelidium inagakii Yoshida, 1997
- Gelidium indonesianum K.M.Kim, G.S.Gerung & S.M.Boo, 2011
- Gelidium inflexum Baardseth, 1941
- Gelidium intertextum P.Dangeard, 1949
- Gelidium isabelae W.R.Taylor, 1945
- Gelidium japonicum (Harvey) Okamura, 1901
- Gelidium jejuensis K.M.Kim, I.K.Hwang, H.S.Yoon & S.M.Boo, 2012
- Gelidium johnstonii Setchell & N.L.Gardner, 1924
- Gelidium kintaroi Yamada, 1941
- Gelidium latiusculum Okamura, 1935
- Gelidium lingulatum Kützing, 1868
- Gelidium linoides Kützing, 1868
- Gelidium longipes J.Agardh, 1876
- Gelidium macnabbianum (E.Y.Dawson) B.Santelices, 1998
- Gelidium madagascariense Andriamampandry, 1988
- Gelidium maggsiae Rico & Guiry, 1997
- Gelidium maidenii A.H.S.Lucas, 1935
- Gelidium masudae B.M.Xia & C.K.Tseng, 2002
- Gelidium microdentatum E.Y.Dawson, 1960
- Gelidium microdon Kützing, 1849
- Gelidium microdonticum W.R.Taylor, 1969
- Gelidium microglossum A.L.Grusz & Freshwater, 2014
- Gelidium microphyllum (Crosby-Smith) Kylin, 1934
- Gelidium microphysa Setchell & N.L.Gardner, 1930
- Gelidium micropterum Kützing, 1868
- Gelidium minimum K.M.Kim, I.K.Hwang, H.S.Yoon & S.M.Boo, 2012
- Gelidium minusculum (Weber-van Bosse) R.E.Norris, 1992
- Gelidium multifidum Greville, 1833
- Gelidium musciforme (W.R.Taylor) Santelices, 1991
- Gelidium nova-granatense W.R.Taylor, 1971
- Gelidium nudifrons N.L.Gardner, 1927
- Gelidium obtusum Schousboe
- Gelidium omanense M.J.Wynne, 2004
- Gelidium pacificum Okamura, 1914
- Gelidium parvulum Greville, 1833
- Gelidium planiusculum Okamura, 1935
- Gelidium pluma Bornet ex N.H.Loomis, 1960
- Gelidium pristoides (Turner) Kützing, 1843
- Gelidium profundum Tronchin & Freshwater, 2007
- Gelidium proliferum Kützing, 1868
- Gelidium prostratum K.M.Kim, I.K.Hwang, H.S.Yoon & S.M.Boo, 2012
- Gelidium pseudointricatum Skottsberg & Levring, 1941
- Gelidium pteridifolium R.E.Norris, Hommersand & Fredericq, 1987
- Gelidium pulchellum (Turner) Kützing, 1868
- Gelidium pulchrum N.L.Gardner, 1927
- Gelidium pulvinatum (Kützing) Thuret ex Bornet
- Gelidium purpurascens N.L.Gardner, 1927
- Gelidium pusillum (Stackhouse) Le Jolis, 1863
- Gelidium pygmaeum (Lightfoot) Lyngbye
- Gelidium reediae N.H.Loomis, 1960
- Gelidium refugiensis (E.Y.Dawson) Santelices, 2007
- Gelidium regulare Baardseth, 1941
- Gelidium reptans (Suhr) Kylin, 1938
- Gelidium rex Santelices & I.A.Abbott, 1985
- Gelidium rigens (C.Agardh) Greville ex Kützing, 1849
- Gelidium robustum (N.L.Gardner) Hollenberg & I.A.Abbott, 1965
- Gelidium rugosulum Schousboe
- Gelidium samoense Reinbold, 1907
- Gelidium sclerophyllum W.R.Taylor, 1945
- Gelidium secundatum Zanardini ex Kützing, 1869
- Gelidium seminudum J.Agardh, 1841
- Gelidium semipinnatum Piccone & Grunow, 1884
- Gelidium senegalense Feldmann
- Gelidium serpens J.Agardh, 1854
- Gelidium serra (S.G.Gmelin) E.Taskin & M.J.Wynne, 2013
- Gelidium serrulatum J.Agardh, 1847
- Gelidium sinicola N.L.Gardner, 1927
- Gelidium spathulatum (Kützing) Bornet, 1892
- Gelidium spinosum (S.G.Gmelin) P.C.Silva, 1996
- Gelidium subfastigiatum Okamura, 1933
- Gelidium tenue Okamura, 1934
- Gelidium tenuifolium Shimada, Horiguchi & Masuda, 2000
- Gelidium torulosum Kützing, 1868
- Gelidium tsengii K.-C.Fan, 1961
- Gelidium umbricola E.Y.Dawson & Neushul, 1966 †
- Gelidium undulatum N.H.Loomis, 1960
- Gelidium usmanghanii Afaq-Husain & M.Shameel, 1996
- Gelidium vagum Okamura, 1934
- Gelidium venetum Schiffner, 1938
- Gelidium venturianum E.Y.Dawson, 1958
- Gelidium versicolor (S.G.Gmelin) J.V.Lamouroux, 1813
- Gelidium vietnamense Pham-Hoàng Hô, 1969
- Gelidium vittatum (Linnaeus) Kützing, 1843
- Gelidium yamadae K.-C.Fan, 1951